# Abbey Stadium
Das Abbey Stadium ist ein Fußballstadion in der englischen Stadt Cambridge, Grafschaft Cambridgeshire, Vereinigtes Königreich. Der Fußballclub Cambridge United aus der viertklassigen EFL League Two empfängt hier seine Gegner zu den Spielen. Von 2009 bis 2016 trug die Spielstätte an der Newmarket Road den Sponsorennamen R Costings Abbey Stadium. Insgesamt bieten sich den Besuchern auf den vier Tribünen 8127 Plätze, von denen 4376 Sitzplätze sind.

## Geschichte
Cambridge United wurde 1912 gegründet und hieß bis 1951 Abbey United. Die Spielstätte ist nach dem Club benannt. In den ersten Jahren des Clubs spielten er in verschiedenen Spielstätten rund um die Stadt. Nach Jahren der Standortwechsel wurde der Verein Anfang der 1930er Jahre sesshaft. Das Stadion wurde 1931 vom damaligen Clubpräsident Henry Francis gestiftet. Bei dem ersten Spiel am 31. August 1932 traf Abbey United in einem Freundschaftsspiel auf den FC Cambridge University Press und gewann 2:0. Zu dieser Zeit bestand das Abbey Stadium aus einer Haupttribüne und Umkleidekabinen. Tage später am 3. September stand für Abbey United mit einem Spiel der Extra-Vorrunde im FA Cup 1932/33 gegen den FC Histon Institute (4:5) die erste offizielle Partie in der Spielstätte an. Im März 1934 konnte die Einweihung einer neuen Haupttribüne aus Holz gefeiert werden. Bis 1954 wurde das Abbey Stadium nach und nach mit vier Tribünen komplettiert.
In den 1930er Jahren gab es für Abbey United Höhen und Tiefen im eigenen Stadion. Der Verein schlug Gamlingay am 14. September 1935 in einem Spiel der Cambs League Premier Division mit 13:0 Toren. Es war der höchste Sieg der Vereinsgeschichte. Etwas mehr als ein Jahr später musste Abbey United am 16. Januar 1937 vor eigenem Publikum seine höchste Niederlage mit einem 0:8 gegen Camden in der zweiten Runde des Creake Charity Shield hinnehmen. Nach dem Zweiten Weltkrieg begannen im Dezember 1947 hinter dem Tor an der Newmarket Road die Arbeiten an einem neuen Zuschauerrang. Im Oktober 1954 erhielt der Corona (Newmarket Road) Stand eine Überdachung. Das erste Flutlichtspiel im Abbey Stadium fand am 21. Oktober 1957 gegen Great Yarmouth statt. Das Wiederholungsspiel der ersten Runde im East Anglia Cup gewannen die Hausherren mit 3:0 Toren.
Im Januar 1960 erhielt die Gegengerade Coldham’s Common eine neue Betontribüne. Sieben Jahre später wurde der Rang im September 1967 nach dem ehemaligen Fanclubpräsidenten Harry Habbin benannt. Als erste ausländische Mannschaft trat Hapoel Tel Aviv in der Spielstätte an. Die Begegnung endete mit einem 3:3-Unentschieden. Die Eröffnung der neuen Haupttribüne erfolgte im August 1967. Nach gewalttätigen Auseinandersetzungen in einem Spiel gegen Oxford (2:1) wurden im Oktober 1977 hinter den Toren Metallzäune aufgestellt. Drei Jahre später wurde im August 1980 die Erweiterung der Haupttribüne fertiggestellt. Im Mai 1982 gab das London Symphony Orchestra ein Konzert in der Heimstätte der U's.
Letzte größere Baumaßnahme an dem in die Jahre gekommenen Stadion war die Errichtung der mit 1600 Sitzplätzen ausgestatteten Gästetribüne South Stand, der im August 2002 eingeweiht wurde. Im Dezember 2004 musste der Verein das Stadion aus finanziellen Nöten verkaufen. Für 1,92 Millionen Pfund Sterling kaufte das Unternehmen Bideawhile 445 Ltd von John Howard, einem Mitglied des Board of Directors des Vereins, die Anlage. Für den finanziell angeschlagenen Verein wurde am 26. Mai 2006 im Abbey Stadium das Benefizkonzert Abbey Aid mit Chico, Journey South, Lee Ryan und Liberty X gegeben. Von der Gründung 2006 bis zur Auflösung 2014 trug der FC Cambridge Regional College, das Farmteam von Cambridge United aus der Eastern Counties Football League, seine Spiele im Abbey Stadium aus.
Durch einen auf fünf Jahre ausgelegten Sponsorenvertrag mit wurde die in Cambridge ansässige Personaldienstleister Trade Recruitment Namenssponsor und die Spielstätte erhielt am 1. Mai 2008 den Namen Trade Recruitment Stadium. Es war der erste Vertrag dieser Art für das Stadion. Nach nur einer Saison mussten sich die Fans mit einem neuen Namen für The Abbey anfreunden. Im Juni 2009 wurde die Anwaltskanzlei R Costings Ltd. Namensgeber der Anlage. Im Frühjahr 2010 übernahm die Grosvenor Group das Stadion. 2016 erhielt das Abbey Stadium den Namen der Cambs Glass Ltd. und wurde zum Cambs Glass Stadium. Im Jahr darauf hieß es, durch Hilfe von Sponsoren, wieder Abbey Stadium.
Anfang der 2010er Jahre plante der neue Besitzer den Bau eines neuen Stadions. Im Mai 2013 lehnte Bezirksräte von Cambridge City und South Cambridgeshire den Bau eines 8000 Zuschauer fassenden Stadions in Trumpington ab. Es bestünde keine Notwendigkeit die Errichtung der Spielstätte in den Cambridgeshire Development Plan aufzunehmen. Nach der Absage arbeitet die Grosvenor Group an einem Plan B mit der Renovierung des Abbey Stadium.
Im März 2022 wurde bekannt gegeben, dass Cambridge United im Wesentlichen eine Einigung über den Rückkauf des Stadions erzielt hat. Im September des Jahres wurde der Kauf vollzogen. Die Eigentümer haben 4,5 Millionen Pfund Sterling in den Club investiert, von denen der Großteil zur Finanzierung des Kaufs und zur Deckung der damit verbundenen Kosten und Ausgaben verwendet wurde.

## Zuschauerschnitt und Besucherrekord
Der Zuschauerrekord stammt mit 14.000 Besuchern vom 1. Mai 1970. Zu diesem Freundschaftsspiel trafen Cambridge United und der FC Chelsea aufeinander. Die Begegnung wurde aus Anlass des Wechsels von Ian Hutchinson zum Londoner Club vereinbart. Mit dem Abendspiel wurde auch die neue Flutlichtanlage eingeweiht.
- 2011/12: 2433 (Conference National)
- 2012/13: 2281 (Conference National)
- 2013/14: 3085 (Conference National)
- 2014/15: 5108 (Football League Two)
- 2015/16: 5274 (Football League Two)
- 2016/17: 4737 (EFL League Two)
- 2017/18: 4523 (EFL League Two)
- 2018/19: 4231 (EFL League Two)
- 2019/20: 4072 (EFL League Two)

## Tribünen
Der Main Stand ist beispielsweise mit der Pressetribüne, den Trainerbänken und dem Bereich für Familien (Family Stand) ausgestattet. Die Überdachung der Haupttribüne wie der Gegentribüne werden durch Stützen im Zuschauerbereich getragen und sorgen für kleinere Sichtbehinderungen. Auf der Rückseite der Tribüne liegt eine Parkplatzfläche. Neben der Newmarket Terrace, die etwa zwei Drittel der Platzbreite hat, befindet sich der Bereich für rollstuhlfahrenden Besucher. Hinter dem Rang liegen u. a. der Fanshop und das Büro für den Eintrittskartenverkauf. Ein kleiner Teil des Habbin Stand im Westen ist an beiden Enden unüberdacht. Bei Bedarf wird das südliche Drittel des Ranges für Gästefans geöffnet. In der Stadionecke zwischen dem Main Stand und dem südlichen Mead Plant and Grab Stand befindet sich der Kontrollturm für die Polizei.
- The Main Stand: Haupttribüne, Ost, Sitzplätze, überdacht
- The Habbin Terrace: Gegentribüne. West, Stehplätze, überdacht
- The Newmarket Terrace: Hintertortribüne, Nord, Stehplätze, überdacht
- The Mead Plant and Grab Stand: Süd, Sitzplätze, überdacht, Gästebereich

## Galerie

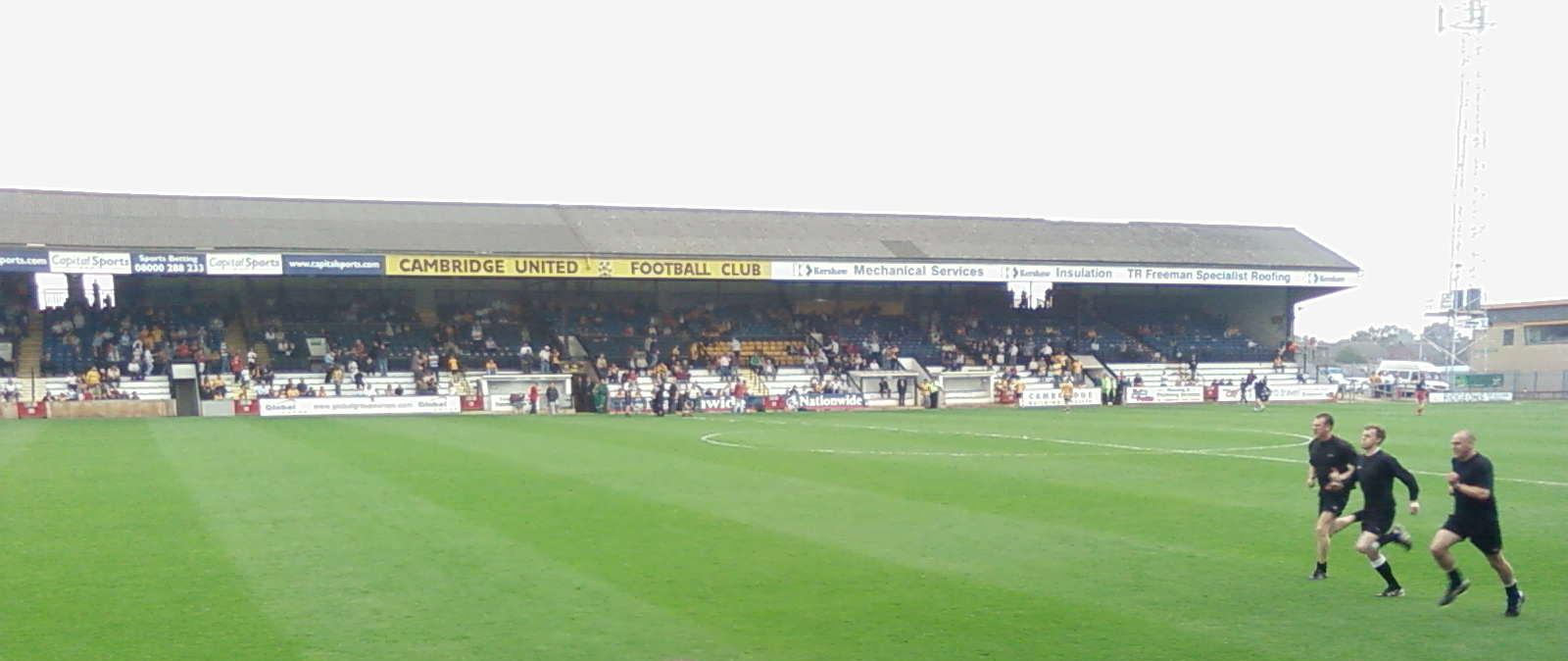
Der Main Stand im Osten des Stadions
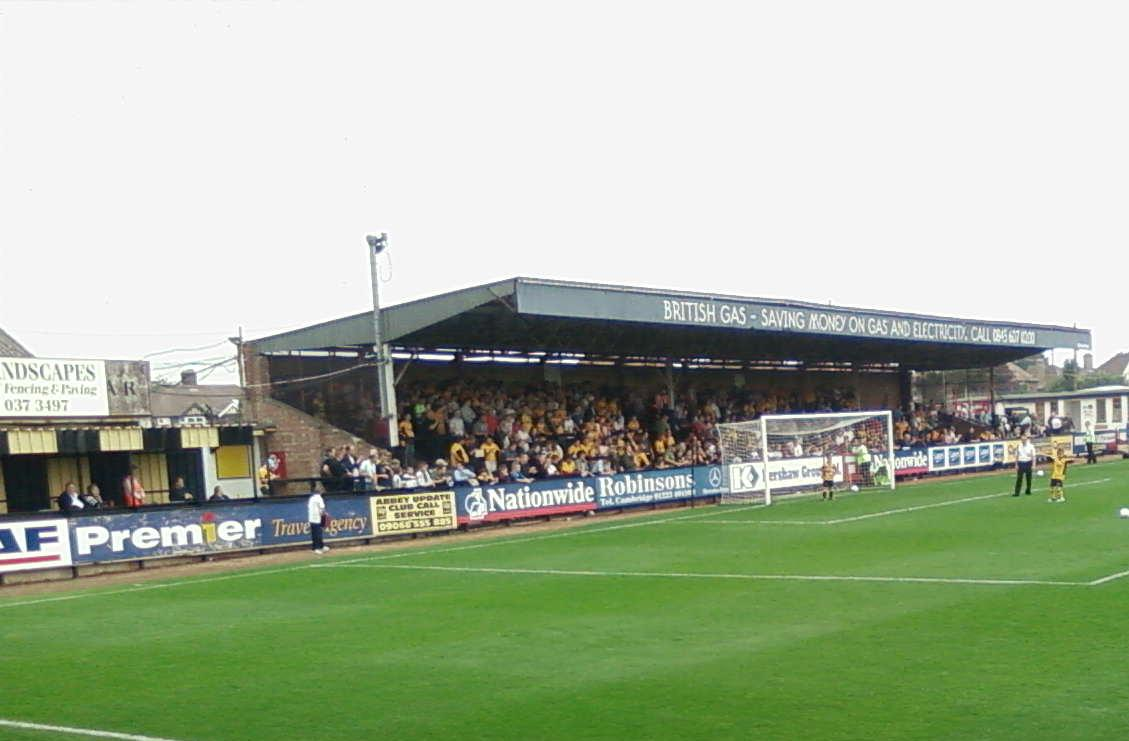
Newmarket Terrace im Norden
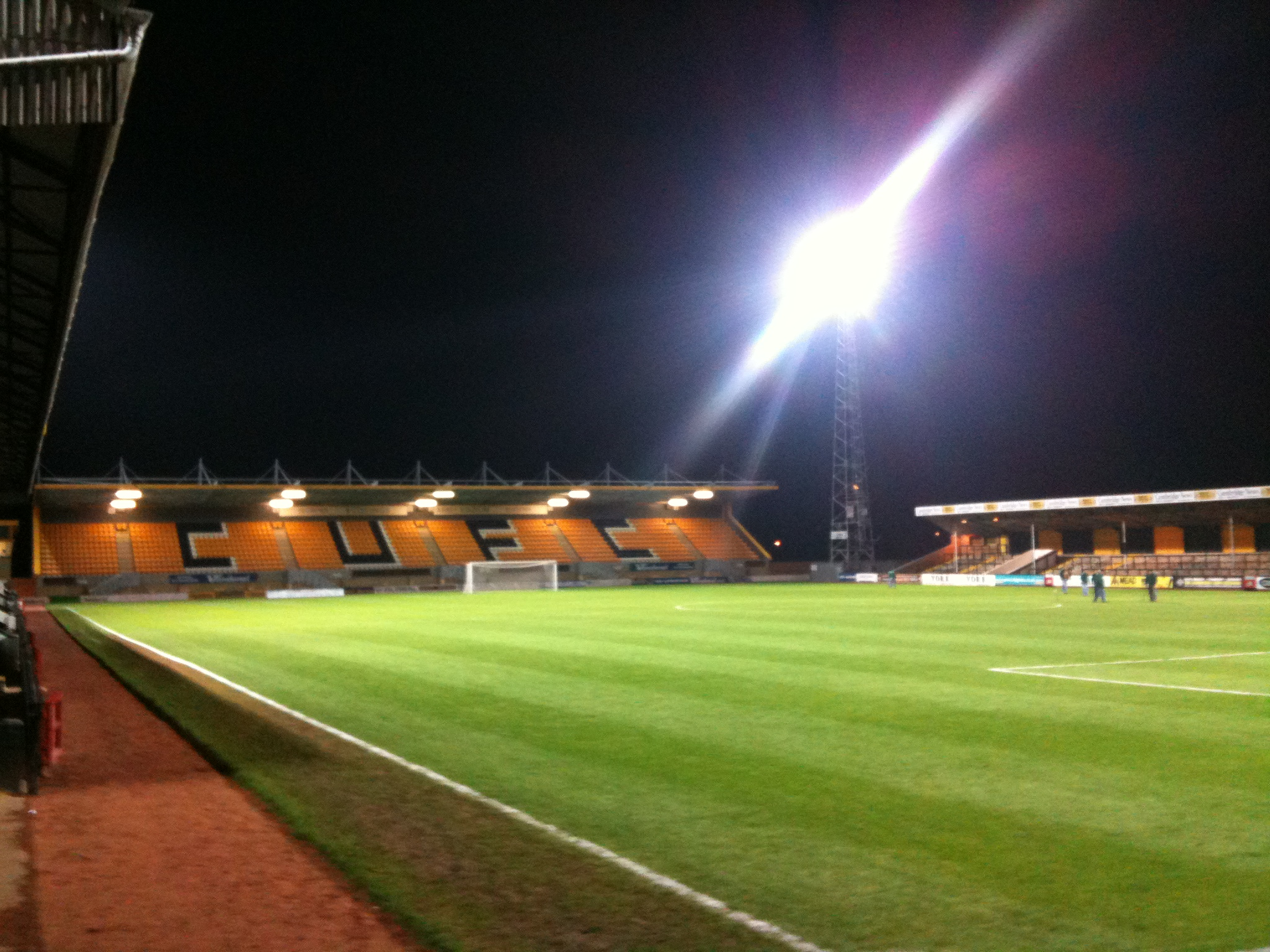
Mead Plant and Grab Stand im Süden
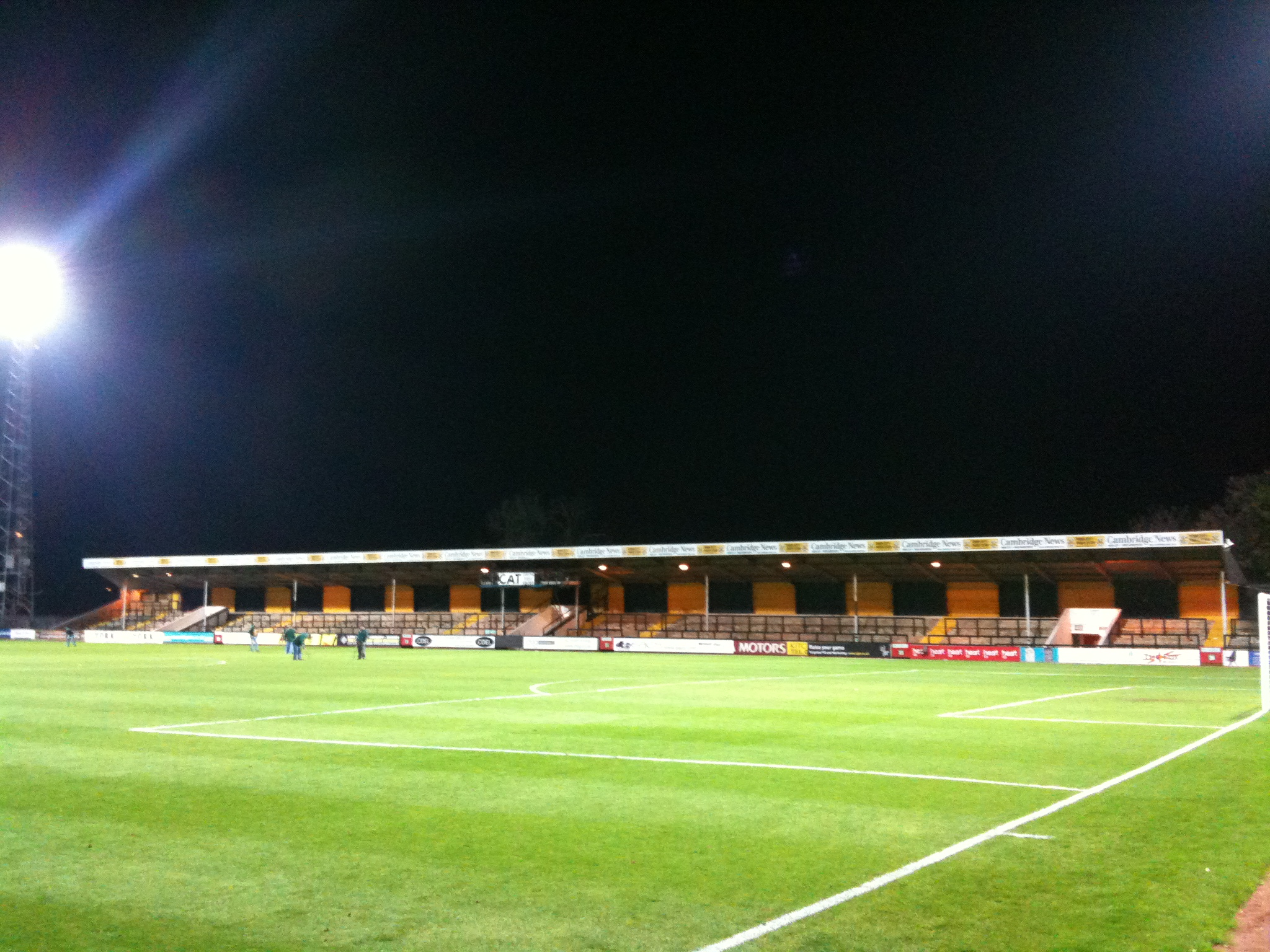
Die Habbin Terrace im Westen